# 장평초등학교 (강원)
장평초등학교는 대한민국 강원특별자치도 평창군에 있는 공립 초등학교이다.

## 학교 연혁
- 1954년 2월 2일: 용전초등학교 장평분교장 인가
- 1954년 4월 1일: 장평국민학교 승격 개교
- 1997년 3월 1일: 등매초등학교 유포분교장, 등매초등학교로 통합
- 1999년 8월 25일: 신축교사 준공식 거행
- 1999년 9월 1일: 3개교[2] 통합
- 2002년 3월 1일: 용전분교장 통합

## 참고 자료
- 장평초등학교 - 한국교육학술정보원 학교알리미